# Aristolochiae

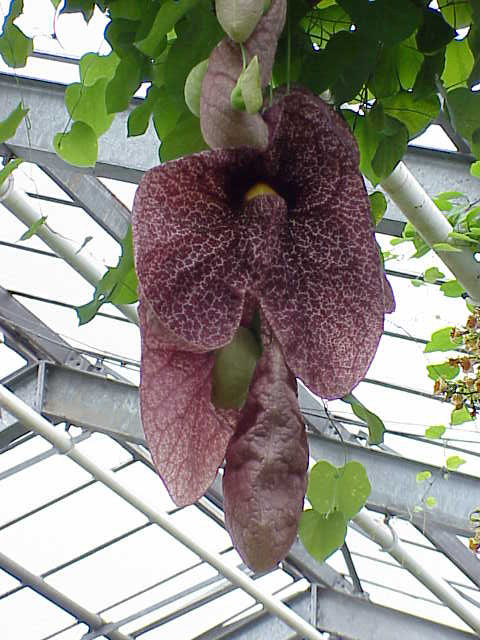
Aristolochia

Aristolochiae, na classificação taxonômica de Jussieu (1789), é uma ordem botânica da classe Dicotyledones, Monoclinae ( flores hermafroditas ), Apetalae (não tem corola), com estames epigínicos (quando os estames se inserem acima do nível do ovário).
Apresenta os seguintes gêneros:
- Aristolochia, Asarum, Cytinus